# Brejaúba
Brejaúba é um distrito do município brasileiro de Conceição do Mato Dentro, no interior do estado de Minas Gerais. Segundo o censo demográfico de 2022, realizado pelo Instituto Brasileiro de Geografia e Estatística (IBGE), sua população era de 551 habitantes e havia 201 domicílios particulares permanentes ocupados. Possui área de 98,01 km² conforme a Fundação João Pinheiro (FJP). Foi criado pela lei provincial nº 2.905 de 23 de setembro de 1882.
De acordo com o IBGE, em 2010 a população era de 702 habitantes e havia 276 domicílios particulares.